# Вимпина, Конрад
Конрад Вимпина (настоящее имя Конрад Кох, нем. Konrad Wimpina; 1460 близ Бухена земли Баден — 17 мая 1531, Аморбах, Нижняя Франкония) — немецкий католический богослов и гуманист периода ранней Реформации. В теологии он был сторонником томистского учения.

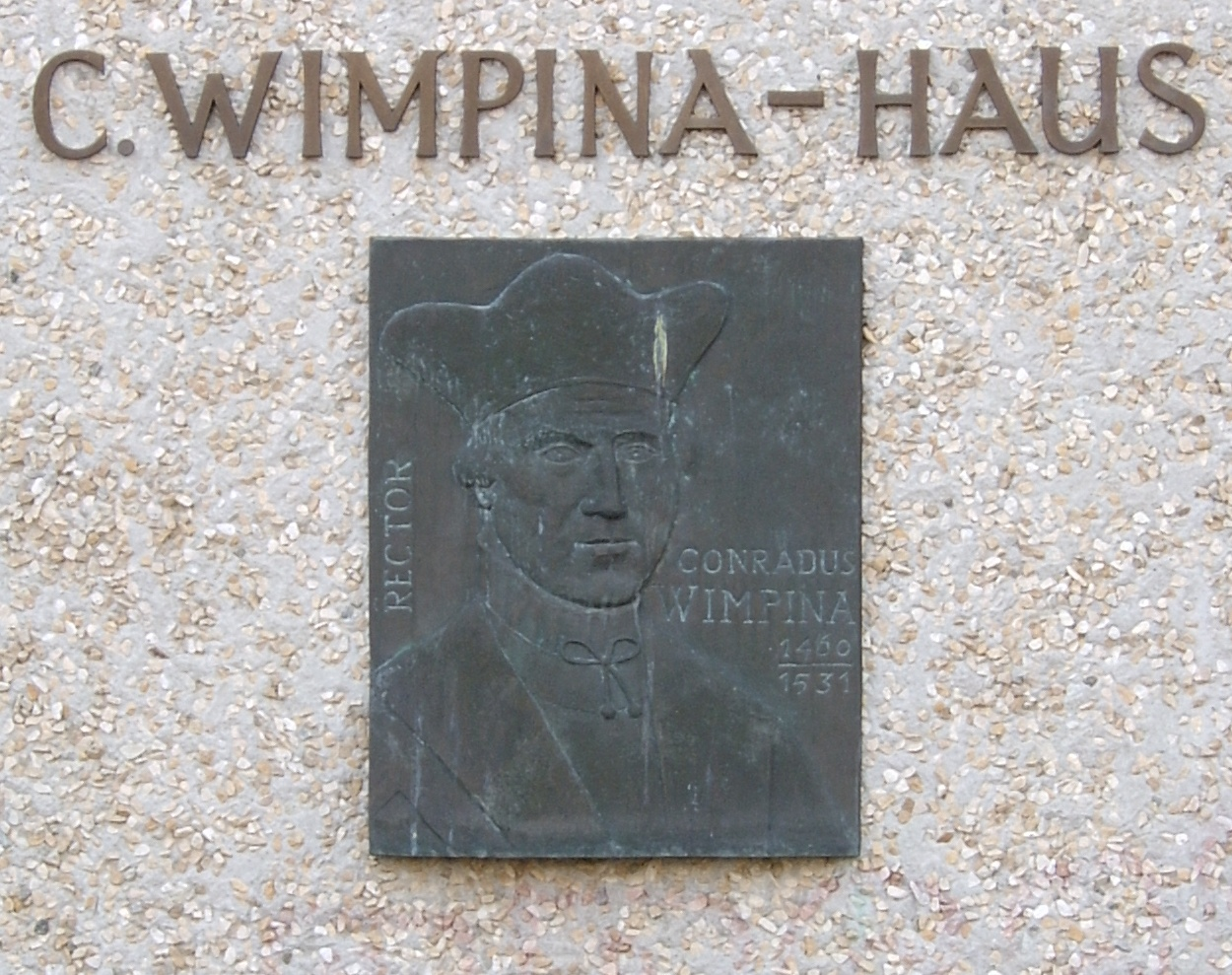
Мемориальная доска в честь Конрада Вимпины — основателя университета Виадрина во Франкфурте-на-Одере

В 1479 году поступил в Лейпцигский университет, после окончания которого в 1485 году получил степень магистра искусств. Затем занялся изучением теологии. В 1491 году был профессором философского факультета, а в 1494 году — ректором университета в Лейпциге. С этим университетом Конрад Вимпина был тесно связан до 1505 года.
В 1501 году он был рукоположён в священники костела в Вюрцбурге. С 1503 года — доктор богословия.
В 1505 году курфюрст бранденбургский Иоахим I Нестор направил Конрада Вимпину во Франкфурт-на-Одере для создания и организации нового университета.
В 1506 году Вимпина стал основателем и первым ректором университета Виадрина во Франкфурте-на-Одере.